# Веттер, Фридрих
Фридрих Веттер (нем. Friedrich Wetter; род. 20 февраля 1928, Ландау-ин-дер-Пфальц, Германия) — немецкий кардинал. Епископ Шпайера с 28 мая 1968 по 28 октября 1982. Архиепископ Мюнхена и Фрайзинга с 28 октября 1982 по 2 февраля 2007. Апостольский администратор Мюнхена и Фрайзинга со 2 февраля 2007 по 2 февраля 2008. Кардинал-священник с титулом церкви Санто-Стефано-аль-Монте-Челио с 25 мая 1985.